# 84-я пехотная дивизия (вермахт)
84-я пехотная дивизия (нем. 84. Infanterie-Division) — тактическое соединение сухопутных войск вооружённых сил нацистской Германии периода Второй мировой войны.

## История
84-я пехотная дивизия была сформирована 2 февраля 1944 года в Дьепе в северной Франции во время 25-й волны мобилизации Вермахта. Дивизия была уничтожена войсками союзников в Фалезском котле в августе 1944 года.

## Местонахождение
- с февраля по август 1944 (Франция)
- с сентября 1944 по май 1945 (Германия)

## Подчинение
- 84-й армейский корпус 7-й армии группы армий «D» (июнь — август 1944)

## Командиры
- генерал-лейтенант Эрвин Мэнни (10 февраля — 21 августа 1944)
- генерал-майор Хайнц Фибиг (26 сентября 1944 — 8 мая 1945)

## Состав
- 1051-й гренадерский полк (Grenadier-Regiment 1051)
- 1052-й гренадерский полк (Grenadier-Regiment 1052)
- 1062-й гренадерский полк (Grenadier-Regiment 1062)
- 184-й артиллерийский полк (Artillerie-Regiment 184)
- 184-й сапёрный батальон (Pionier-Bataillon 184)
- 184-й противотанковый дивизион (Panzerjäger-Abteilung 184)
- 184-й батальон связи (Nachrichten-Abteilung 184)
- 184-й отряд материального обеспечения (Nachschubtruppen 184)
- 184-й полевой запасной батальон (Feldersatz-Bataillon 184)